# MTV Europe Music Award/Best African Act
Der MTV Europe Music Award für den Best African Act (Bester afrikanischer Künstler) wurde von 2005 bis 2007 vergeben. 2008 wurden die ersten MTV Africa Music Awards veranstaltet und der Award ruhte bis 2012, da in diesem Jahr der Best Worldwide Act vergeben wurde.

## Übersicht

### 2000er
| Jahr             | Künstler                     | Land  | Ref |
| ---------------- | ---------------------------- | ----- | --- |
| 2005             |                              |       |     |
| 2 face Idibia    | Nigeria                      | [ 1 ] |     |
| Kaysha           | Demokratische Republik Kongo | [ 1 ] |     |
| Kleptomaniax     | Kenia                        | [ 1 ] |     |
| 02               | Ghana                        | [ 1 ] |     |
| Zamajobe         | Südafrika                    | [ 1 ] |     |
| 2006             |                              | [ 1 ] |     |
| Freshlyground    | Südafrika                    | [ 2 ] |     |
| Nameless         | Kenia                        | [ 2 ] |     |
| Juma Nature      | Tansania                     | [ 2 ] |     |
| P-Square         | Nigeria                      | [ 2 ] |     |
| Anselmo Ralph    | Angola                       | [ 2 ] |     |
| 2007             |                              | [ 2 ] |     |
| D'banj           | Nigeria                      |       |     |
| Chameleone       | Uganda                       |       |     |
| Hip Hop Pantsula | Südafrika                    |       |     |
| Jua Cali         | Kenia                        |       |     |
| Samini           | Ghana                        |       |     |

### 2010er
| Jahr                                                                                          | Künstler                     | Land   | Ref |
| --------------------------------------------------------------------------------------------- | ---------------------------- | ------ | --- |
| 2012                                                                                          |                              |        |     |
| D’Banj                                                                                        | Nigeria                      | [ 3 ]  |     |
| Camp Mulla                                                                                    | Kenia                        | [ 3 ]  |     |
| Mi Casa                                                                                       | Südafrika                    | [ 3 ]  |     |
| Sarkodie                                                                                      | Ghana                        | [ 3 ]  |     |
| Wizkid                                                                                        | Nigeria                      | [ 3 ]  |     |
| 2013                                                                                          |                              | [ 3 ]  |     |
| LCNVL                                                                                         | Südafrika                    | [ 4 ]  |     |
| Fuse ODG                                                                                      | Ghana                        | [ 4 ]  |     |
| Mafikizolo                                                                                    | Südafrika                    | [ 4 ]  |     |
| P-Square                                                                                      | Nigeria                      | [ 4 ]  |     |
| Wizkid                                                                                        | Nigeria                      | [ 4 ]  |     |
| 2014                                                                                          |                              | [ 4 ]  |     |
| Sauti Sol                                                                                     | Kenia                        | [ 5 ]  |     |
| Davido                                                                                        | Nigeria                      | [ 5 ]  |     |
| Goldfish                                                                                      | Südafrika                    | [ 5 ]  |     |
| Diamond                                                                                       | Tansania                     | [ 5 ]  |     |
| Toofan                                                                                        | Togo                         | [ 5 ]  |     |
| Vorher ausgeschieden: - Mafikizolo - Gangs of Ballet - Tiwa Savage - Anselmo Ralph - Sarkodie |                              | [ 5 ]  |     |
| 2015                                                                                          |                              | [ 5 ]  |     |
| Diamond                                                                                       | Tansania                     | [ 6 ]  |     |
| Davido                                                                                        | Nigeria                      | [ 6 ]  |     |
| Yemi Alade                                                                                    | Nigeria                      | [ 6 ]  |     |
| DJ Arafat                                                                                     | Elfenbeinküste               | [ 6 ]  |     |
| AKA                                                                                           | Südafrika                    | [ 6 ]  |     |
| Vorher ausgeschieden: - Wizkid - K.O - Stonebwoy - Cassper Nyovest                            |                              | [ 6 ]  |     |
| 2016                                                                                          |                              | [ 6 ]  |     |
| Wizkid                                                                                        | Nigeria                      | [ 7 ]  |     |
| Black Coffee                                                                                  | Südafrika                    | [ 7 ]  |     |
| Cassper Nyovest                                                                               | Südafrika                    | [ 7 ]  |     |
| Olamide                                                                                       | Nigeria                      | [ 7 ]  |     |
| Ali Kiba                                                                                      | Tansania                     | [ 7 ]  |     |
| 2017                                                                                          |                              | [ 7 ]  |     |
| Davido                                                                                        | Nigeria                      | [ 8 ]  |     |
| Babes Wodumo                                                                                  | Südafrika                    | [ 8 ]  |     |
| C4 Pedro                                                                                      | Angola                       | [ 8 ]  |     |
| Nasty C                                                                                       | Südafrika                    | [ 8 ]  |     |
| Nyashinski                                                                                    | Kenia                        | [ 8 ]  |     |
| WizKid                                                                                        | Nigeria                      | [ 8 ]  |     |
| 2018                                                                                          |                              | [ 8 ]  |     |
| Tiwa Savage                                                                                   | Nigeria                      | [ 9 ]  |     |
| Distruction Boyz                                                                              | Südafrika                    | [ 9 ]  |     |
| Davido                                                                                        | Nigeria                      | [ 9 ]  |     |
| Nyashinnski                                                                                   | Kenia                        | [ 9 ]  |     |
| Fally Ipupa                                                                                   | Demokratische Republik Kongo | [ 9 ]  |     |
| Shekinah                                                                                      | Südafrika                    | [ 9 ]  |     |
| 2019                                                                                          |                              | [ 9 ]  |     |
| Burna Boy                                                                                     | Nigeria                      | [ 10 ] |     |
| Harmonize                                                                                     | Tansania                     | [ 10 ] |     |
| Nasty C                                                                                       | Südafrika                    | [ 10 ] |     |
| Prince Kaybee                                                                                 | Südafrika                    | [ 10 ] |     |
| Teni                                                                                          | Nigeria                      | [ 10 ] |     |
| Toofan                                                                                        | Togo                         | [ 10 ] |     |

### 2020er
| Jahr                            | Künstler                     | Land   | Ref |
| ------------------------------- | ---------------------------- | ------ | --- |
| 2020                            |                              |        |     |
| Master KG                       | Südafrika                    | [ 11 ] |     |
| Burna Boy                       | Nigeria                      | [ 11 ] |     |
| Rema                            | Nigeria                      | [ 11 ] |     |
| Kabza De Small and DJ Maphorisa | Südafrika                    | [ 11 ] |     |
| Sheebah                         | Uganda                       | [ 11 ] |     |
| Gaz Mawete                      | Demokratische Republik Kongo | [ 11 ] |     |
| 2021                            |                              | [ 11 ] |     |
| Wizkid                          | Nigeria                      |        |     |
| Diamond Platnumz                | Tansania                     |        |     |
| Focalistic                      | Südafrika                    |        |     |
| Tems                            | Nigeria                      |        |     |
| Amaarae                         | Ghana                        |        |     |